# Ixodes nchisiensis
Ixodes nchisiensis är en fästingart som beskrevs av Joseph Charles Arthur 1958. Ixodes nchisiensis ingår i släktet Ixodes och familjen hårda fästingar.
Artens utbredningsområde är Malawi. Inga underarter finns listade i Catalogue of Life.